# Корнелиссен, Корнелис
Корне́лис Корне́лиссен, Корне́лис ван Харлем (нидерл.  Cornelis Cornelissen, Cornelis Cornelisz van Haarlem), (1562, Харлем — 11 ноября 1638, Харлем) — голландский живописец, рисовальщик и архитектор. Наряду с Карелом ван Мандером и Хендриком Гольциусом один из ведущих художников нидерландского маньеризма харлемской школы, чаще называемый Корнелисом Харлемским (нидерл. Cornelis van Haarlem).

## Биография
Корнелис родился в Харлеме в семье Корнелиса Томаса. Его родители в 1568 году бежали из города, когда испанская армия осадила город в 1573 году во время Восьмидесятилетней войны семнадцати нидерландских провинций за независимость от Испании (1568—1648). Шестилетнего мальчика отдали на воспитание живописцу Питеру Питерсу Старшему. Затем, в 1579—1580 годах, Корнелис был во Франции, пытался пройти обучение в Руане, испытал влияние художников французского Ренессанса школы Фонтенбло, но вынужден был уехать и, согласно «Книге о художниках» К. ван Мандера, в 1581 году поступил в обучение в мастерскую Жиля Куанье в Антверпене.
В 1583 году Корнелис вернулся в Харлем, где он оставался до конца своей жизни. Он стал уважаемым членом общины и в том же году получил свой первый официальный заказ от города на групповой портрет «Банкет Харлемской гражданской гвардии». Он стал городским художником Харлема и получал многие официальные заказы. Как портретист Корнелис ван Харлем оказал большое влияние на творчество Франса Халса. Около 1600 года он женился на Маритген Дейман, дочери мэра Харлема. В 1605 году унаследовал треть состояния своего богатого тестя. Умер Корнелис ван Харлем в родном городе в 1638 году, в возрасте 76 лет.

## Творчество
В середине 1580-х годов ван Харлем создал свои первые известные произведения: «Милосердие» (музей Валансьенна), «Сусанна и старцы» (музей Нюрнберга), «Крещение Христа» (1588, Лувр, Париж), «Семейство Ноя» (1589, Музей изобразительных искусств в Кемпере, Бретань). В искусстве Нидерландов того времени были сильны тенденции маньеризма. Из Антверпена Корнелис привёз в родной город рисунки Бартоломеуса Спрангера, под влиянием этого художника, одного из ярких представителей антверпенского маньеризма, Корнелис ван Харлем работал в первые годы.
В 1587 году в Харлеме Корнелис Корнелиссен вместе с Карелом ван Мандером и Хендриком Гольциусом в 1587 году основал Академию художеств, или, Академию Харлемских маньеристов, из которой вышло несколько искусных художников. В 1630 году Корнелис пытался составить новый устав Харлемской гильдии художников Святого Луки, стремясь поднять статус художников, но неудачно. Его учениками были  Саломон де Брай, Корнелис Якобс ван Делфт, Корнелис Энгельс и Геррит Питерс Свелинк. Среди учеников Корнелиса был Корнелис Клас Хеда (брат Виллема Класа Хеды), который, экспортировал нидерландский маньеризм в Индию, где он стал придворным живописцем султана Биджапура.
Корнелис писал картины разнообразного содержания — на мифические, аллегорические и исторические сюжеты, портреты и цветы. Особенно любил изображать нагие человеческие фигуры, в маньеристически изощрённых движениях и в экспрессивных цветовых решениях. Композиция в его картинах манерна и беспокойна, колорит пёстрый.
Картины Корнелиса Харлемского хранятся в Музее Франса Халса в Харлеме, Рейксмюсеуме в Амстердама, в Лувре в Париже, Национальной галерее в Лондоне, Галерее старых мастеров в Дрездене, Эрмитаже в Санкт-Петербурге, других музеях и частных собраниях. В петербургском Эрмитаже находятся картины «Крещение», «Вакх и Сатир», в Музее изобразительных искусств в Москве: «Кимон и Ифигения», «Аллегория Веры», «Крещение»).
′

## Галерея

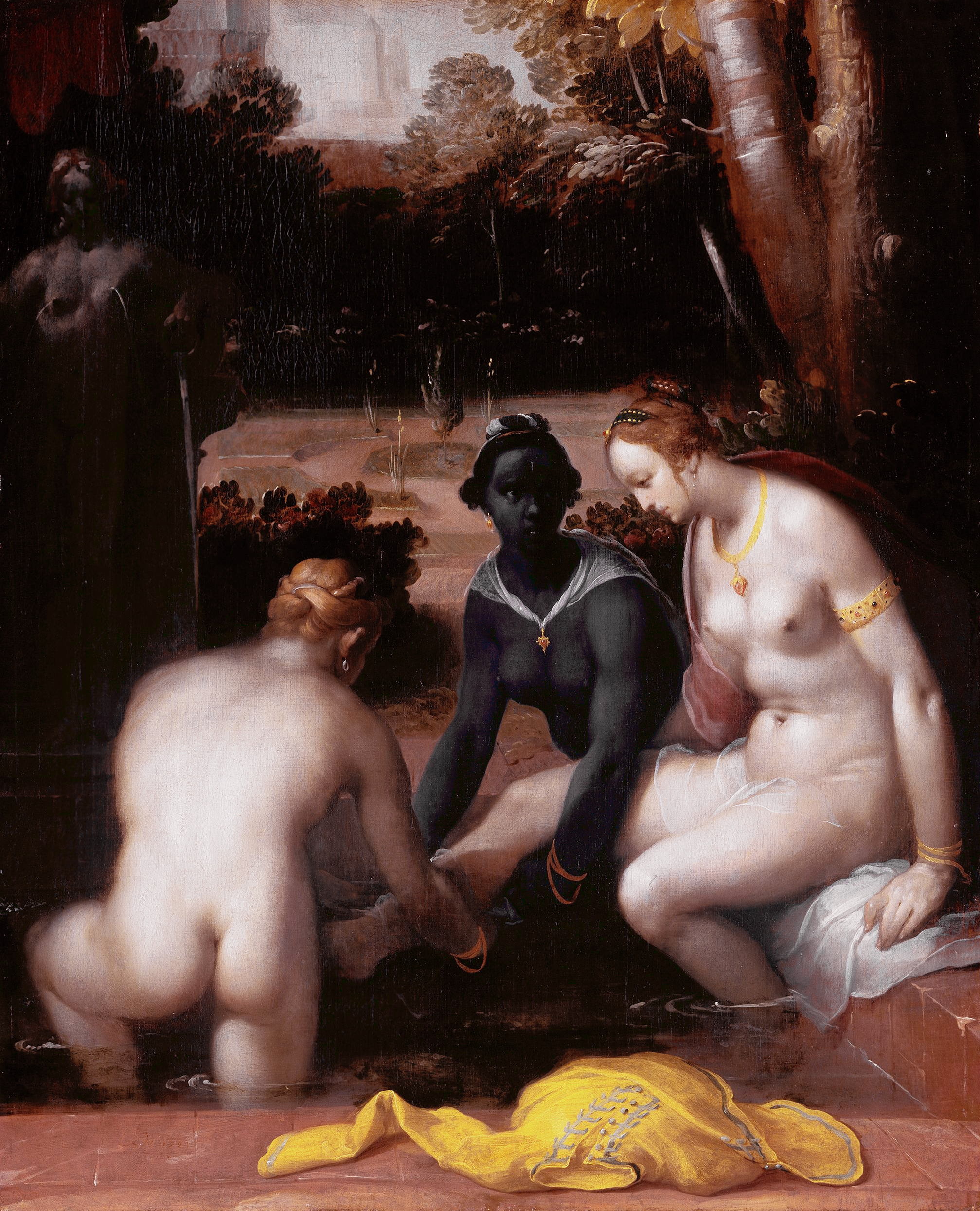
Купание царицы Савской. 1594. Рейксмюсеум, Амстердам
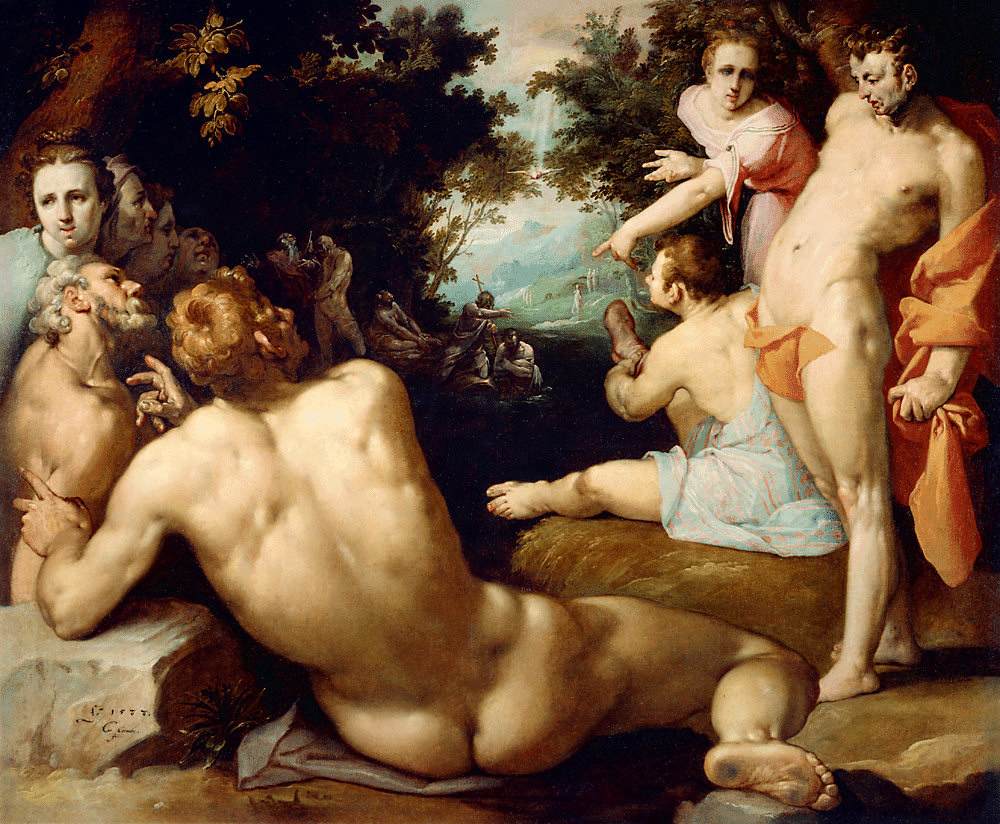
Крещение Христа. 1588. Лувр, Париж
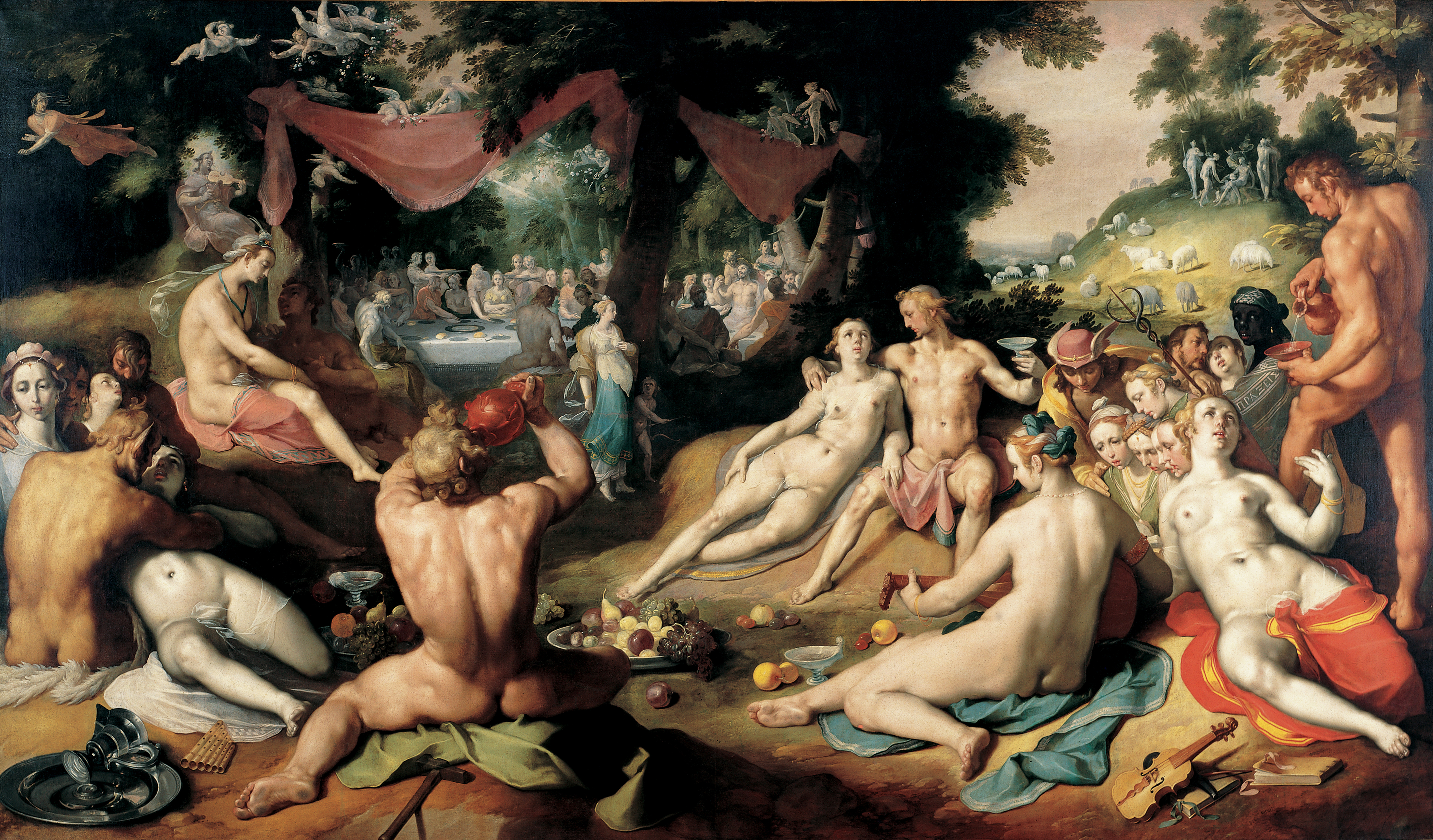
Свадьба Пелея и Фетиды. 1592-1593. Музей Франса Халса, Харлем
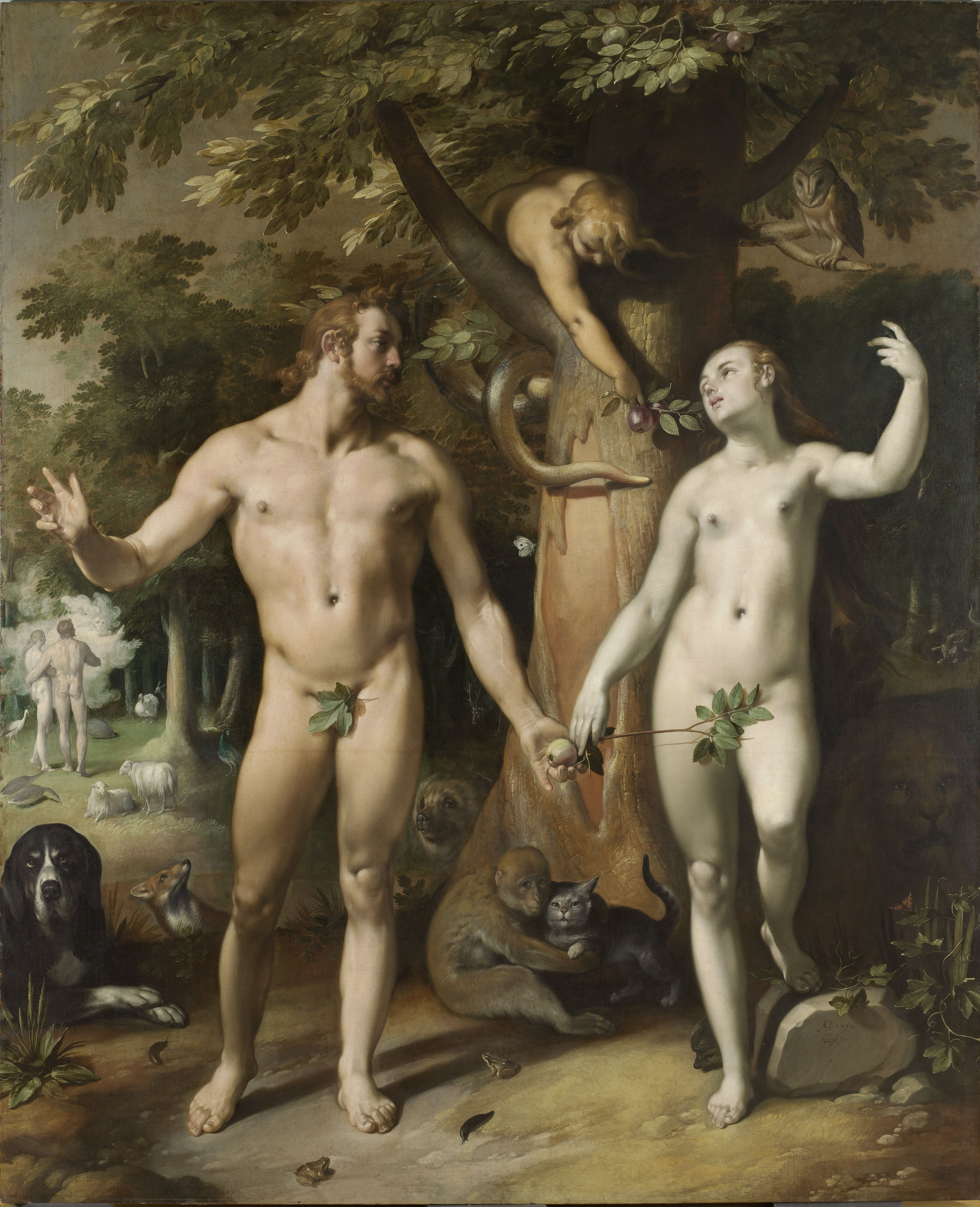
Падение человека (Адам и Ева). 1592.  Рейксмюсеум, Амстердам
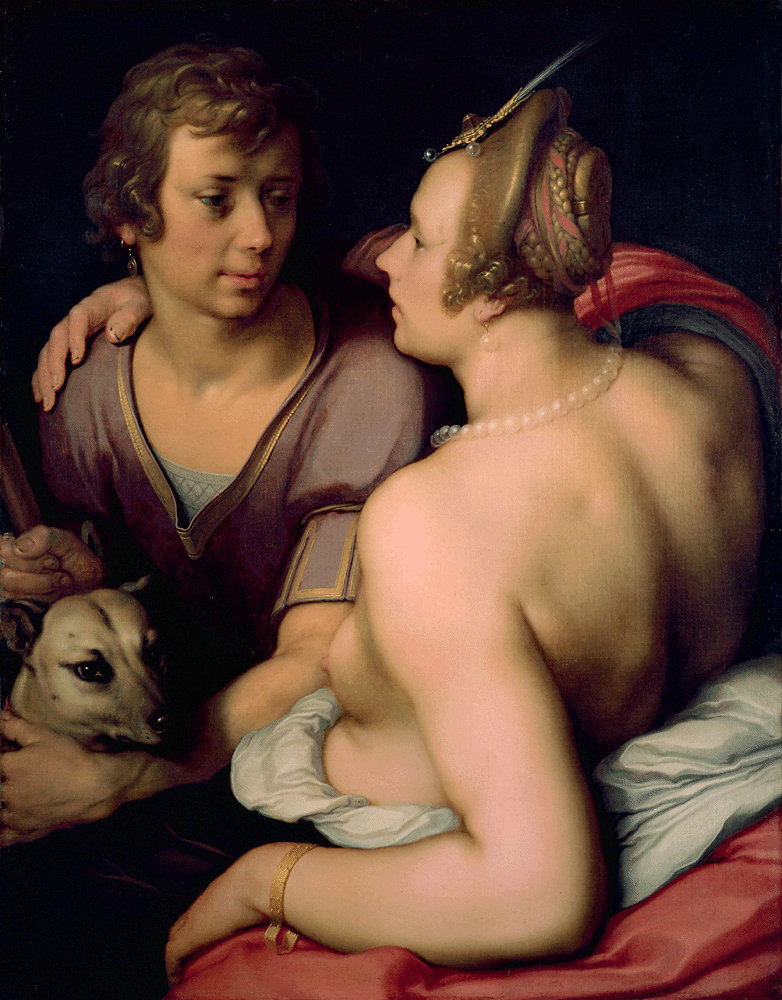
Венера и Адонис. 1614. Музей изящных искусств. Кан, Нормандия
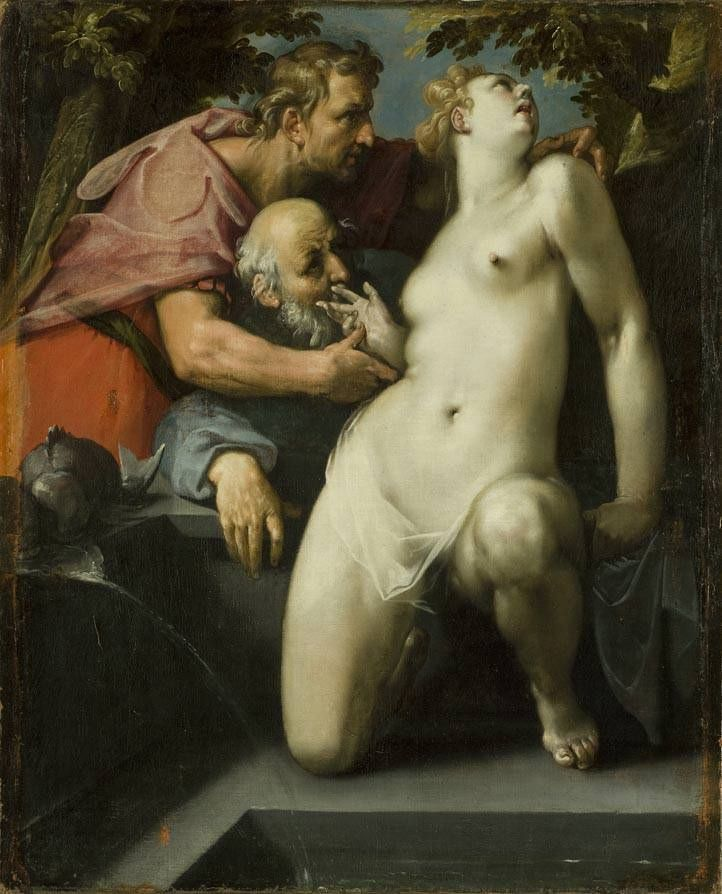
Сусанна и старцы. 1589. Баварские государственные музеи, Мюнхен
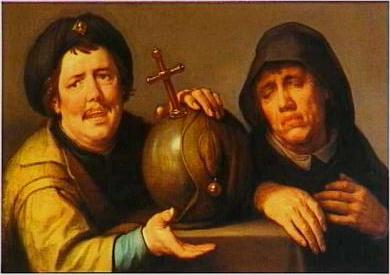
Плачущий Гераклит и смеющийся Демокрит. Ок. 1619. Дерево, масло. Местонахождение неизвестно